# Sierra Caral
De Sierra Caral is een gebergte in oostelijk Guatemala nabij de Caribische kust. Het hoogste punt bedraagt 1.167 meter.

## Natuur

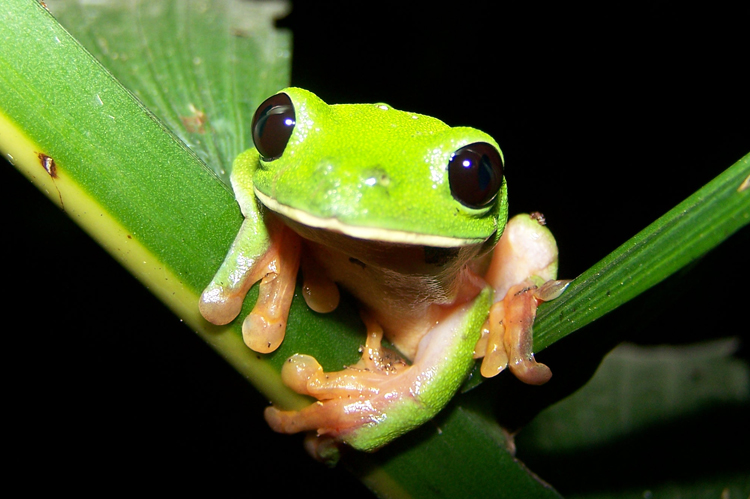
Agalychnis moreletii

De begroeiing van de Sierra Caral bestaat uit nevelwouden. In 2013 werd een 190 km² groot nationaal beschermd gebied opgericht. De Sierra Caral speelt een belangrijke rol in de migratie van diersoorten tussen noordelijk Midden-Amerika en Zuid-Amerika. In het gebied leven diverse endemische en bedreigde diersoorten. In de Sierra Caral leven onder meer vijf kritiek bedreigde amfibieën: de longloze salamanders Cryptotriton wakei en Nototriton brodiei, en de boomkikkers Agalychnis moreletii, Duellmanohyla soralia en Ptychohyla hypomykter. De Sierra Caral is ook belangrijk als overwinteringsgebied voor trekvogels uit Noord-Amerika, zoals de purpergors (Passerina ciris) en de kentuckyzanger (Geothlypis formosa). Tot de standvogel behoren bedreigde en kwetsbare soorten als de hoorngoean (Oreophasis derbianus), berggoean (Penelopina nigra), bruine hokko (Crax rubra) en kielsnavelmotmot (Electron carinatum). In totaal komen ongeveer 220 vogelsoorten voor in de Sierra Caral. Andere diersoorten in het gebied zijn onder meer de longloze salamander Bolitoglossa dofleini, de groefkopadder Bothriechis thalassinus en de jaguar (Panthera onca).